# Almat Bekbajew
Almat Maratuly Bekbajew (kasachisch Алмат Маратұлы Бекбаев Almat Maratūly Bekbaev; russisch Алмат Маратович Бекбаев Almat Maratowitsch Bekbajew; * 14. Juni 1984 in Ksyl-Orda, Kasachische SSR) ist ein kasachischer Fußballspieler, der seit 2016 bei Ordabassy Schymkent in der Premjer-Liga unter Vertrag steht.

## Karriere

### Verein
Almat Bekbajew begann seine Karriere beim FK Dostyk Almaty, für den er 24 Spiele absolvierte. Anschließend stand er bei Ordabassy Schymkent, Jassy Sayram und Qaisar Qysylorda unter Vertrag. Zwischen 2006 und 2007 stand er für den Zweitligisten Aqschajyq Oral im Tor, bevor er zum usbekischen Verein FK Andijon wechselte.
Zur Saison 2008 kehrte Bekbajew wieder zu Ordabassy Schymkent zurück, konnte sich aber zunächst nur als Ersatztorwart etablieren. Nach Gewinn des Pokals in der Saison 2011, wurde er in der Saison 2012 als Stammtorwart eingesetzt und kam in dieser Spielzeit auf 24 Einsätze. Am 5. Juli 2012 gab er sein Debüt in der Europa League im Qualifikationsspiel gegen den FK Jagodina (1:0).
Im Januar 2013 wechselte Bekbajew ablösefrei zum Liga-Konkurrenten Tobyl Qostanai. Für Qostanai absolvierte er in der Saison 2013 insgesamt 16 Spiele, bevor er zur Saison 2014 einen Vertrag beim FK Aqtöbe unterschrieb. Am 11. Juli 2014 stand er beim 3:1-Heimsieg gegen Tobyl Qostanai zum ersten Mal für Aqtöbe im Tor.

### Nationalmannschaft
Sein bisher einziges Spiel für die Kasachische Fußballnationalmannschaft absolvierte Bekbajew am 1. Juni 2012 im Freundschaftsspiel gegen Kirgisistan; das Spiel endete mit einem 6:2-Sieg für Kasachstan.

## Erfolge
- Kasachischer Pokalsieger: 2011